# Amanda Jennefors
Amanda Charlotte Ardai Jennefors, född 9 augusti 1996 i Stockholm, är en svensk röstskådespelare. Hon är dotter till Charlotte Ardai Jennefors och Joakim Jennefors samt syster till Mikaela Ardai Jennefors som alla tre också är verksamma inom dubbranschen. 
Jennefors har precis som sina föräldrar och sin syster medverkat i flera svenskdubbade filmer och TV-serier från bland annat Disney och Dreamworks. Hon har bland annat gjort den svenska rösten till Lilo i filmen Leroy & Stitch och varit med och sjungit det svenska ledmotivet till TV-serien Mina vänner Tiger och Nalle Puh tillsammans med Emelie Clausen och Signe Lidén.